# Mycodrosophila ciliophora
Mycodrosophila ciliophora är en tvåvingeart som beskrevs av Toyohi Okada 1986. Mycodrosophila ciliophora ingår i släktet Mycodrosophila och familjen daggflugor.
Artens utbredningsområde är Filippinerna. Inga underarter finns listade i Catalogue of Life.